# Liste der denkmalgeschützten Objekte in Scheifling
Die Liste der denkmalgeschützten Objekte in Scheifling enthält die 13 denkmalgeschützten, unbeweglichen Objekte der österreichischen Gemeinde Scheifling im steirischen Bezirk Murau.

## Denkmäler
| Foto  |                 | Denkmal                                                                                         | Standort                                                | Beschreibung | Metadaten |
| ----- | --------------- | ----------------------------------------------------------------------------------------------- | ------------------------------------------------------- | --- | --- |
| ja    | Datei hochladen | Kath. Filialkirche hl. Bartholomäus und Friedhofsfläche HERIS-ID: 75121 Objekt-ID: 88595        | bei Obere Feßnachstraße 23 Standort KG: Feßnach         | | BDA-Hist.: Q38138214 Status: § 2a Stand der BDA-Liste: 2025-06-30 Name: Kath. Filialkirche hl. Bartholomäus und Friedhofsfläche GstNr.: .12, 645/1 Filialkirche hl Bartholomäus, Feßnach |
| ja    | Datei hochladen | Marienkapelle HERIS-ID: 73229 Objekt-ID: 86516                                                  | bei Römerstraße 9 Standort KG: Lind                     | | BDA-Hist.: Q38132234 Status: § 2a Stand der BDA-Liste: 2025-06-30 Name: Marienkapelle GstNr.: 690/2 Marienkapelle Lind bei Scheifling                                                    |
| ja    | Datei hochladen | Bauernhaus Pichlbauer HERIS-ID: 112463 Objekt-ID: 130656seit 2015                               | Puchfeldsiedlung 46 Standort KG: Puchfeld               | Das zweigeschoßige, giebelständige, repräsentative Bauernhaus ist in den Hang gebaut. Es stammt aus der Renaissance. Giebelseitig sind ein Zackenfries und die Sgraffito-Dekoration erhalten. Die Fenster haben Werksteingewände und bemerkenswerte Schmiedeeisenvergitterungen. Das Haus hat einen gewölbten Mittelflur im Erdgeschoß und einen überwölbten Stiegenaufgang. Die Stuben haben bauzeitliche hölzerne Riemendecken, die Türen teilweise renaissancezeitliche Beschläge. Durch die Hangneigung dreifach gestufter Keller mit Tonnen- und Stichkappentonnengewölben. | BDA-Hist.: Q37831147 Status: Bescheid Stand der BDA-Liste: 2025-06-30 Name: Bauernhaus Pichlbauer GstNr.: .25 Bauernhaus Pichlbauer, Scheifling                                          |
| ja    | Datei hochladen | ehem. Pfarrhof HERIS-ID: 51850 Objekt-ID: 57656                                                 | St. Laurentiusgasse 1 Standort KG: St. Lorenzen         | | BDA-Hist.: Q38047940 Status: § 2a Stand der BDA-Liste: 2025-06-30 Name: ehem. Pfarrhof GstNr.: 1/2                                                                                       |
| ja BW | Datei hochladen | Kath. Pfarrkirche hl. Laurentius mit Friedhof HERIS-ID: 51849 Objekt-ID: 57655                  | Sankt Lorenzen bei Scheifling Standort KG: St. Lorenzen | → Hauptartikel : Pfarrkirche St. Lorenzen bei Scheifling f1 | BDA-Hist.: Q38047938 Status: § 2a Stand der BDA-Liste: 2025-06-30 Name: Kath. Pfarrkirche hl. Laurentius mit Friedhof GstNr.: .35, 7 Pfarrkirche Sankt Lorenzen bei Scheifling           |
| ja    | Datei hochladen | Ruine Tschakathurn (Schachenthurn, Schachenturm) HERIS-ID: 64381 Objekt-ID: 77098               | südwestlich Tschakathurnweg 2 Standort KG: St. Lorenzen | Die Burg wurde 1299 urkundlich erwähnt und war bis zum 15. Jahrhundert im Besitz der Schachner. Sie ist 1792 abgebrannt und seither Ruine. | BDA-Hist.: Q38106834 Status: Bescheid Stand der BDA-Liste: 2025-06-30 Name: Ruine Tschakathurn (Schachenthurn, Schachenturm) GstNr.: .47                                                 |
| ja    | Datei hochladen | Gasthof Offenbacher mit Wandmalerei hll. Florian und Christoph HERIS-ID: 37432 Objekt-ID: 36575 | Bahnhofstraße 6 Standort KG: Scheifling                 | Das spätgotische Fresko der hll. Christophorus und Florian stammt aus der Zeit um 1480 und wurde 1958 entdeckt und freigelegt. | BDA-Hist.: Q37975579 Status: Bescheid Stand der BDA-Liste: 2025-06-30 Name: Gasthof Offenbacher mit Wandmalerei hll. Florian und Christoph GstNr.: 21                                    |
| ja    | Datei hochladen | ehem. Mesner- und Schulhaus HERIS-ID: 37431 Objekt-ID: 36574                                    | Marktplatz 4 Standort KG: Scheifling                    | Der wohlproportionierte spätbarocke Bau hat im Erdgeschoß schmiedeeiserne Fenstergitter. | BDA-Hist.: Q37975568 Status: Bescheid Stand der BDA-Liste: 2025-06-30 Name: ehem. Mesner- und Schulhaus GstNr.: .6                                                                       |
| ja    | Datei hochladen | Pestkapelle HERIS-ID: 73458 Objekt-ID: 86749                                                    | bei Marktplatz 4 Standort KG: Scheifling                | Die Pestkapelle wurde 1715 erbaut und enthält auf die Pest bezogene Inschriften. Der Altar stammt aus der Bauzeit, die Immaculata von Balthasar Prandtstätter aus dem 2. Viertel des 18. Jahrhunderts. Barocke Bilder mit den Themen Abschied Christi von den Frauen und Christus als Blutbrunnen, Lämmer tränkend. | BDA-Hist.: Q38132649 Status: § 2a Stand der BDA-Liste: 2025-06-30 Name: Pestkapelle GstNr.: .1 Pestkapelle Scheifling                                                                    |
| ja    | Datei hochladen | Bildstock, Thomaskreuz HERIS-ID: 73320 Objekt-ID: 86608                                         | bei Panoramastraße 2 Standort KG: Scheifling            | Der spätgotische Bildstock mit 8-seitigem Schaft wurde 1959 restauriert. | BDA-Hist.: Q38132447 Status: § 2a Stand der BDA-Liste: 2025-06-30 Name: Bildstock, Thomaskreuz GstNr.: 623/2 Thomaskreuz, Scheifling                                                     |
| ja    | Datei hochladen | Pfarrhof HERIS-ID: 51777 Objekt-ID: 57563                                                       | Pfarrgasse 1 Standort KG: Scheifling                    | Der Pfarrhof ist ein stattlicher Bau mit Lisenengliederung. Über dem Portal befindet sich ein Stuckwappen des Stiftes St. Lambrecht und von Abt Eugen Inzaghi aus dem Jahre 1737. Im Erdgeschoß haben die Fenster barocke Gitter und eisenbeschlagene Läden, im Obergeschoß gibt es eine Stuckdecke aus der Zeit 1730–1740. | BDA-Hist.: Q38047586 Status: § 2a Stand der BDA-Liste: 2025-06-30 Name: Pfarrhof GstNr.: .35 Pfarrhof Scheifling                                                                         |
| ja    | Datei hochladen | Friedhofskreuz HERIS-ID: 80725 Objekt-ID: 94471                                                 | Thomas-Platz 1 Standort KG: Scheifling                  | | BDA-Hist.: Q38174439 Status: § 2a Stand der BDA-Liste: 2025-06-30 Name: Friedhofskreuz GstNr.: .1 Cemetery cross, Scheifling                                                             |
| ja    | Datei hochladen | Kath. Pfarrkirche hl. Thomas und ehem. Friedhof HERIS-ID: 51778 Objekt-ID: 57564                | Thomas-Platz 1 Standort KG: Scheifling                  | Etwas vor 1203 wurde die Kirche vom Stift St. Lambrecht erbaut und seit damals dem Stift inkorporiert. Die romanische Kirche mit einem barockisierten Langhaus wurde 1975/1976 restauriert. | BDA-Hist.: Q38047602 Status: § 2a Stand der BDA-Liste: 2025-06-30 Name: Kath. Pfarrkirche hl. Thomas und ehem. Friedhof GstNr.: .1 Pfarrkirche Scheifling                                |